# Sandro Nicolas
Sandro Nicolas (græsk: Σάντρο Νικόλα, født Alessandro Heinrich Rütten, den 4. oktober 1996) er en tysk sanger, der skulle have repræsenteret Cypern ved Eurovision Song Contest 2020 i Rotterdam, der imidlertid blev aflyst på grund af COVID-19-pandemien. .
Sandro er søn af en græsk mor og en amerikansk far. Han voksede op i Tyskland og startede også sin musikkarriere der. 
Han viste først sit talent i 2015 på det tyske Das Supertalent.